# Labeobarbus
Labeobarbus es un género de peces de la familia Cyprinidae, orden Cypriniformes.

## Especies
Las especies de este género son:
- Labeobarbus acutirostris (Bini, 1940)
- Labeobarbus aeneus (Burchell, 1822)
- Labeobarbus aspius (Boulenger, 1912)
- Labeobarbus batesii (Boulenger, 1903)
- Labeobarbus brevicauda (Keilhack, 1908)
- Labeobarbus brevicephalus (Nagelkerke & Sibbing, 1997)
- Labeobarbus brevispinis (Holly, 1927)
- Labeobarbus capensis (A. Smith, 1841)
- Labeobarbus cardozoi (Boulenger, 1912)
- Labeobarbus caudovittatus (Boulenger, 1902)
- Labeobarbus codringtonii (Boulenger, 1908)
- Labeobarbus compiniei (Sauvage, 1879)
- Labeobarbus crassibarbis (Nagelkerke & Sibbing, 1997)
- Labeobarbus dainellii (Bini, 1940)
- Labeobarbus douronensis (Valenciennes, 1842)
- Labeobarbus gorgorensis (Bini, 1940)
- Labeobarbus gorguari (Rüppell, 1835)
- Labeobarbus habereri (Steindachner, 1912)
- Labeobarbus intermedius (Rüppell, 1835)
- Labeobarbus johnstonii (Boulenger, 1907)
- Labeobarbus kimberleyensis (Gilchrist & W. W. Thompson, 1913)
- Labeobarbus litamba (Keilhack, 1908)
- Labeobarbus longissimus (Nagelkerke & Sibbing, 1997)
- Labeobarbus lucius (Boulenger, 1910)
- Labeobarbus macrophtalmus (Bini, 1940)
- Labeobarbus malacanthus (Pappenheim, 1911)
- Labeobarbus marequensis (A. Smith, 1841)
- Labeobarbus mbami (Holly, 1927)
- Labeobarbus megastoma (Nagelkerke & Sibbing, 1997)
- Labeobarbus micronema (Boulenger, 1904)
- Labeobarbus mungoensis (Trewavas, 1974)
- Labeobarbus natalensis (Castelnau, 1861)
- Labeobarbus nedgia Rüppell, 1835
- Labeobarbus nthuwa Tweddle & P. H. Skelton, 2008
- Labeobarbus osseensis (Nagelkerke & Sibbing, 2000)
- Labeobarbus platydorsus (Nagelkerke & Sibbing, 1997)
- Labeobarbus polylepis (Boulenger, 1907)
- Labeobarbus progenys (Boulenger, 1903)
- Labeobarbus rocadasi (Boulenger, 1910)
- Labeobarbus roylii (Boulenger, 1912)
- Labeobarbus surkis (Rüppell, 1835)
- Labeobarbus truttiformis (Nagelkerke & Sibbing, 1997)
- Labeobarbus tsanensis (Nagelkerke & Sibbing, 1997)
- Labeobarbus versluysii (Holly, 1929)